# Милан Илић (свештеник)
Милан Илић (Пале код Сарајева, 6. август 1888 — Брчко, 2. децембар 1969) био је свештеник Српске православне цркве
Прота Милан Илић рођен је 6. августа 1888. на Палама. Одрастао је у удомитељској породици. Основну школу завршава у Јајцу, а школовање наставља у језуитској гимназији у Травнику. За вријеме школовања дијелио је собу са Антом Павелићем. Завршио је богословију у Рељеву 1906. За ђакона је рукоположен 31. августа, а за свештеника 2. септембра 1910. од стране Митрополита дабробосанског Евгенија (Летице) и постављен на парохију у Медној. Наредне године прелази у Пецку. Почетком 1914. аустроугаске снаге га узимају за таоца, али је убрзо пуштен и одлази у Ламинце на парохију гдје служи од 1917. до 1921. када одлази у Јајце. Иницира и подиже нову православну цркву 1935. у Јајцу. Прота Милан Илић, није био само свештеник него и просвјетитељ и културни радник. Неуморно је радио у културно-умјетничким друштвима, а нарочито међу школском омладином. У школама је организовао многе приредбе и одржавао часове пјевања и музичког образовања. Својим прегалаштвом у ширењу културе стекао је велики углед и поштовање међу грађанима Јајца, без обзира на њихову вјерску припадност. Био је члан управе соколског друштва у Јајцу, а у Соколском дому је често држао предавања. Био је присталица Земљорадничке странке, а касније и Удружене опозиције. Често је агитовао за њих током избора. Успостављањем НДХ, усташе су ухапсиле проту Милана Илића. Ипак успио је да се, након пуштања, са породицом исели у Србију. У Србији је обилазио парохију манастира Каленић и супротстављао се "четничкој акцији и издаји". Фебруара 1944. преко Италије одлази на слободну партизанску територију, у Јајце, гдје наставља прекинуте црквене послове.
Послије рата прелази у Сарајево на функцију у Министарству просвјете - Одјељење за морално просвећивање. Био је главни иницијатор и организатор Удружења православног свештенства у БиХ, те запослен у Вјерској комисији БиХ. За свој рад одликован је орденом Светог Саве, протојерејским чином и избором за доживотног почасног члана Главног савеза удруженог православног свештенства Југославије. Умро је 2. а сахрањен 5. децембра 1969. у Брчком.
За све вријеме свештенослужења водио је биљешке које су до 1941. премашиле бројку од 3000 страница али је у рату добар дио грађе нестао. Његова сјећања објављена су под насловом "Опраштање са животом" 2005.